# Wegmans
Wegmans Food Markets, Inc.，译作韦格曼斯食品超市、韦格曼食品超市、或者維格曼斯食品超市，是一家总部位于美国纽约州罗彻斯特市郊盖茨的连锁食品超市，由韦格曼（Wegman）家族经营。其以烘焙、海鲜、鲜肉及农产品等生鲜食品而见长。
截至2024年底，Wegmans在美国东部八个州及哥伦比亚特区拥有111家门店。

## 历史

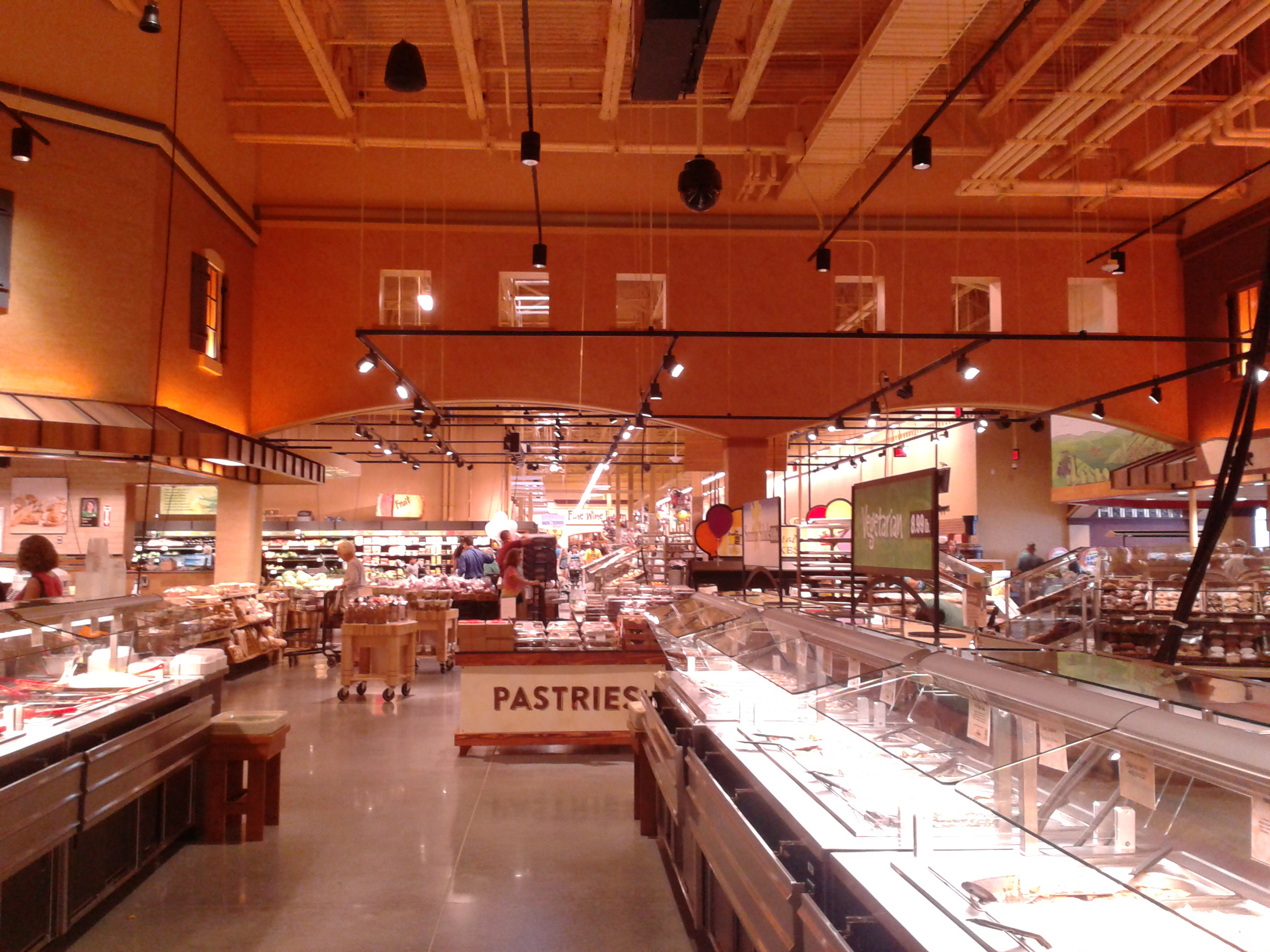
2015年的Wegmans门店

1916年，韦格曼兄弟（约翰·韦格曼与沃尔特·韦格曼）在纽约州罗彻斯特以手推车贩卖蔬菜起家，创立了“罗彻斯特果蔬公司”。1930年，他们在当地开设了门店，引入蒸汽水喷雾保鲜蔬菜，并设有可容纳约300人的自助餐厅。接下来几十年，该超市在罗彻斯特地区不断新增门店。
1950年，家族第二代人罗伯特·韦格曼接管业务。他先是将超市门店改为自助服务模式，随后推动超市向一站式购物转型，在店内增设药房、照相馆、影碟区和儿童游乐中心，同时扩充熟食及特色商品的种类。1968年，超市业务首次扩展到距离罗彻斯特一个半小时车程外的锡拉丘兹，在当地开设了第27家门店。1974年，其成为北美第三家采用通用产品代码结账系统的超市。1977年，其门店拓展到纽约州西部的布法罗。
1993年，该超市在开设宾夕法尼亚州的伊利开设门店，这标志着其首次走出纽约州外。
2005年，罗伯特·韦格曼之子，家族第三代人，丹尼·韦格曼，接任公司CEO。2006年，罗伯特逝世。2017年，丹尼退位给其女儿科琳·韦格曼。
2019年，超市门店开到纽约市布鲁克林。2023年，其门店拓展到纽约市曼哈顿。

## 运营
Wegmans的门店通常比一般的食品超市更为宽敞，面积约在75,000至140,000平方英尺之间，强调商品的种类多样与新鲜品质。许多门店里设有Café区、披萨区、寿司区及自助餐区，并设有可容纳100至300人的座位区，供顾客堂食使用。它的啤酒区有着种类繁多的精酿啤酒。其冷藏区提供丰富的亚洲、地中海、拉丁等多元风味的即热食品。此外，Wegmans的自有品牌占据其销售额的重要比重。
Wegmans常年在美国《消费者报告》的超市排名中位居前列。它通常在食品质量、种类、健康和员工礼貌等方面评价优秀，但在价格方面通常被认为偏高。

## 门店分布

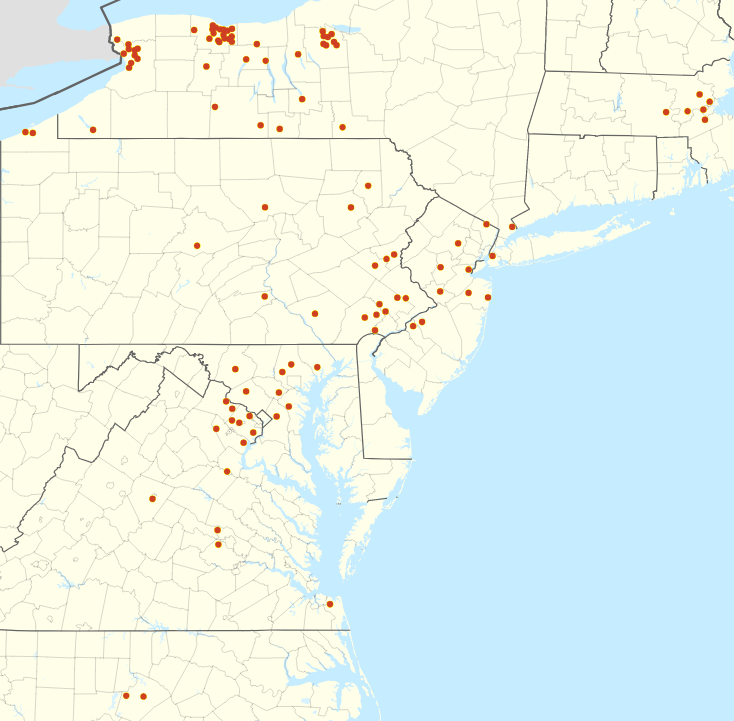
2020年的门店分布图